# Víctor Selvino Arenhart
Víctor Selvino Arenhart, auch Arenhardt, (* 23. Dezember 1948 in Campo Grande; † 17. Mai 2010 bei Caraguatay im Departamento Montecarlo) war ein argentinischer Geistlicher und Bischof von Oberá.

## Leben
Víctor Selvino Arenhart, Sohn deutscher Einwanderer, studierte von 1970 bis 1972 Philosophie am Priesterseminar von Paraná und von 1973 bis 1976 Theologie am Priesterseminar in Córdoba. Er empfing am 5. März 1977 die Priesterweihe. Er war Vikar in St. Antonius in Oberá und später Pfarrer von Unserer Lieben Frau von Fatima in Montecarlo, der Hauptstadt des Departamento Montecarlo. Von Februar 1980 bis Juni 1981 war er wieder Pfarrer in St. Antonius in Oberá. Von Juni 1981 bis April 1985 bekleidete er das Amt des Rektors des Diözesanseminars von Posadas und war anschließend wiederum Pfarrer in St. Antonius in Oberá bis Februar 1997. Seit 1985 war er zudem als Kaplan in den Strafanstalten der Provinz Misiones engagiert. Seit Februar 1997 war er Pfarrer der Kathedrale San Jose in Posadas.
Im Jahr 1998 wurde Víctor Arenhart zum Generalvikar des Bistums Posadas ernannt. Im Jahr 2000 war er bis zur Ernennung von Juan Rubén Martinez zum Bischof von Posadas Diözesanadministrator. Im Jahr 2001 wurde er erneut zum Generalvikar ernannt, zudem Direktor für den Klerus.
Papst Benedikt XVI. ernannte ihn am 13. Juni 2009 zum ersten Bischof des Bistums Oberá. Die Bischofsweihe spendete ihm am 15. August 2009 Erzbischof Adriano Bernardini, Apostolischer Nuntius in Argentinien; Mitkonsekratoren waren der Bischof seiner Heimatdiözese Posadas, Juan Rubén Martinez, und der Erzbischof von Resistencia und frühere Bischof von Posadas, Carmelo Juan Giaquinta.
Er starb zusammen mit dem Kanzler der Diözesankurie, Hugo Oscar Staciuk, an den Folgen eines Autounfalls auf der Ruta Nacional 12 bei Caraguatay im Nordwesten der Provinz Misiones.